# 尚书右丞
尚书右丞，尚书台和后来的尚书省的属官。

## 简介
东汉开始设置，为尚书台佐贰官，在尚书左丞之下，品秩四百石。掌管廩假錢谷，假署印綬，管理尚書台專用文具和財用庫藏，和尚書左丞一起管理臺內庶務，保管文書章奏。
曹魏、晉朝、南朝為尚書省佐官，位次於尚書，和尚书左丞一起掌管尚书都省的庶务，率领各个都令史监督稽核各尚书曹、郎曹政务，监察弹劾百官。掌管本省庫藏廬舍、督錄遠道州郡文書章奏，兵士百工名籍、內外庫藏谷帛、刑獄訴訟、軍械、田地、戶籍、行政區劃、州郡長官免贈收捕等文书奏事。曹魏、晋朝、刘宋为六品，萧梁八班，南陈四品、六百石。
北魏太和十七年（493年），定为四品中，太和二十三年（499年）改为从四品。北齊為從四品，不掌管彈糾，管理省內用度雜物，监督駕部、虞曹、屯田、起部、都兵、比部、水部、膳部、倉部、金部、庫部诸郎曹的政务。
隋唐尚书左丞缺任時，右丞通判都省事，领右司郎中、员外郎，监督稽核兵部、刑部、工部三部十二司。隋朝从四品，唐朝正四品下，永昌元年（689年）到如意元年（692年）一度为從三品下。隋朝行台尚书省也有尚书右丞，为从四品。唐朝尚书令不常设，唐玄宗开元以后尚书仆射、六部尚书渐渐成为名誉职务，尚书省的政务开始由左丞、右丞主持。诏令经过门下省审核后，由尚书左丞、右丞复审，有权封驳。尚书右丞加同平章事为宰相，入政事堂议政。
五代继承唐朝的制度。后梁开平二年（908年）改右司侍郎，后唐同光元年（923年）恢复唐制，长兴元年（930年）改为正四品。
北宋初年为四品的寄禄官，不参预尚书省的事务。元丰改制后为正二品，位列执政，为副宰相。在六部尚书之上，参议大政，和左右仆射一起管理尚书省的事务。南宋建炎三年（1129年）四月，废除尚书右丞，改为参知政事。
辽国尚书左丞为南面官，金朝、元朝为执政，佐宰相治尚书省事，正二品。当时行台尚书省、行尚书省也有尚书右丞，在尚书左丞之上。后来元朝尚书省并入中书省，尚书右丞被废除。设中书右丞，明朝洪武十三年（1380年）废除中书右丞。

## 历代

### 唐朝
高祖
裴晞
太宗
戴胄
魏徵
杜正伦
韦挺
刘洎
宇文节
高宗
段宝元
刘燕客
辛茂将
韦思齐
崔余庆
源直心
杨昉
卢承业
李敬玄
皇甫公义
高审行
崔知温
柳范
韦行诠
武后
张光辅
狄仁杰
李景谌
李元素
韦巨源
宋玄爽
韦安石
张知泰
敬晖
中宗
苏瓌
裴元质
睿宗
刘幽求
阳峤
玄宗
卢藏用
崔昇
刘知柔
张暐
倪若水
王丘
齊澣
韦虚心
韩休
席豫
姚奕
陆景融
张绍贞
宋鼎
崔翘
李道邃
韦见素
卢奂
李憕
劉彙
肃宗
刘秩
徐浩
裴遵庆
王维
崔寓
萧华
卢元裕
杜鸿渐
崔涣
代宗
颜真卿
李涵
贾至
韦元甫
韩滉
庾凖
德宗
孟皞
柳载
元琇
赵憬
韩皋
卢迈
崔儆
袁滋
李元素
顺宗
韩皋
宪宗
李鄘
裴佶
许孟容
卫次公
张贾
孔戣
韦贯之
崔从
张正甫
穆宗
庾承宣
卫中行
韋顗
敬宗
丁公著
文宗
沈传师
王璠
温造
宋申锡
崔琯
李固言
李虞仲
郑肃
卢载
韦温
武宗
高元裕
李让夷
宣宗
苏涤
周敬复
卢懿
夏侯孜
懿宗
郑宪
郑薰
李蔚
裴坦
独孤庠
孔温裕
僖宗
李景温
崔荛
崔沆
李景庄
张祎
杨希古
柳玭
昭宗
卢知猷
崔汪
崔泽
狄归昌
李择
杜德祥

### 宋朝宰执
- 王安礼（1082-1083）
- 李清臣（1083-1086）
- 吕大防（1086）
- 刘挚（1086-1087）
- 王存（1087-1088）
- 胡宗愈（1088-1089）
- 许将（1090）
- 苏辙（1091）
- 郑雍（1091-1095）
- 蔡卞（1095-1097）
- 黄履（1097-1099，1100）
- 范纯礼（1100-1101）
- 陆佃（1101）
- 温益（1101-1102）
- 赵挺之（1102）
- 张商英（1102-1103）
- 吴居厚（1103-1104）
- 邓洵武（1104-1107）
- 梁子美（1107）
- 朱谔（1107）
- 徐处仁（1107）
- 刘正夫（1109-1110）
- 邓洵仁（1110-1113）
- 薛昂（1113-1116）
- 白时中（1116-1117）
- 范致虚（1118-1119）
- 张邦昌（1119）
- 王安中（1119-1121）
- 李邦彦（1121-1123）
- 赵野（1123-1124）
- 宇文粹中（1124-1126）
- 李纲（1126）
- 李棁（1126）
- 何㮚（1126）
- 陈过庭（1126）
- 孙傅（1126-1127）
- 吕好问（1127）
- 许翰（1127）
- 许景衡（1127-1128）
- 朱胜非（1128）
- 张澂（1129）